# 布扬古
布揚古（转写：Buyanggū，16世纪？—1619年），叶赫那拉氏，布寨子，末代叶赫西城貝勒。

## 生平
1593年，嗣位为贝勒，与东城贝勒金台吉分治叶赫。布揚古繼位之初，頗為其妹妹東哥的婚事犯難。1597年，许嫁努尔哈赤，和乌拉、辉发、哈达与努尔哈赤歃血盟誓。不久背盟，改许蒙古，又改许乌拉布占泰。1615年，幾次出爾反爾後，終於決定將其嫁給蒙古喀爾喀貝哈達爾漢貝勒之子莽古爾岱。
萬曆四十七年（1619年），明廷發動薩爾滸之戰，葉赫作為明朝的盟軍一同出兵征討後金，結果明軍大敗。同年，後金天命汗努爾哈赤偕勝利之威進兵葉赫。葉赫貝勒金台吉、布揚古分守東西二城。努爾哈赤率額亦都圍東城，代善等圍西城。數日後，努爾哈赤掘土攻破東城，金台吉死之。布扬古聽說东城已破，便与其弟布尔杭古遣使请降，并请代善立誓不殺。代善同意，並與布揚古及其母盟誓，終於決心投降。然而，布揚古還是在被引見努爾哈赤之後遭缢杀。传布扬古死前曾诅咒道：“吾子孙虽存一女子，亦必覆满洲！”。
其弟布尔杭古則在定旗制後，隸正紅旗，授三等副将。
明神宗聞葉赫城破，命给事中姚宗文親至塞外尋找叶赫子孙加以撫恤。亦有明朝大臣奏請为金台石、布扬古立庙。